# 만포선
만포선(滿浦線)은 평안남도 순천과 자강도 만포시를 연결하는 철도노선이며, 1939년에 전구간이 개통되었다. 이 노선은 압록강을 거쳐서 중화인민공화국의 메이지 선과 연결되며 지린성 지안을 거쳐 창춘(長春)까지 이어진다. 본래 일제에 의해 만주침략을 위한 철도로 부설되었으나 현재는 평안북도 녕변군에 있는 묘향산을 연결하는 중요한 관광노선으로 사용된다.

## 노선 정보
- 구간과 거리 : 순천역~만포청년역 299.9km
- 역 수 : 39개(양단역 포함)
- 궤도 간격 : 1435mm(표준궤)
- 전철화 구간 : 전 구간(직류 3000V)
- 복선 구간 : 없음

## 운행 계통
1980년대의 자료에 의하면 전구간을 운행하는 열차로는 해주청년~만포청년과 장연~만포청년 간 열차가 있었다. 이밖에 평의선 및 개천선을 경유하여 운행하는 평양~만포청년, 평양~희천청년 간 열차와 신의주청년~희천청년 간 열차가 있었다. 1988년 북부내륙선이 개통되었으나 접속 형태가 만포선에서 북부철길로 진입하려면 열차를 돌려야 하는 구조여서 두 노선 사이를 직결 운행하는 열차가 존재할 가능성은 높지 않다고 보인다.

## 연혁
- 1918년 12월 1일 : 개천선 개천역~천동역 구간 개통[2]
- 1931년 4월 26일 : 순천역에서 건설공사 착수
- 1932년 11월 1일 : 순천역에서 천동역까지 개통[3]
- 1933년 7월 15일 : 천동역~개천역 구간을 표준궤로 고치는 공사가 완료되고 이 구간은 본선에 편입됨[4]
- 1933년 10월 15일 : 개천역에서 구장역까지 개통 (구장역은 현 구장청년역)[5]
- 1934년 11월 1일 : 구장역에서 희천역까지 개통 (희천역은 현 희천청년역)[6]
- 1935년 10월 1일 : 희천역에서 개고역까지 개통[7]
- 1936년 12월 1일 : 개고역에서 전천역(화암역)까지 개통[8]
- 1937년 12월 1일 : 전천역에서 강계역까지 개통[9]
- 1939년 2월 1일 : 강계역에서 만포역(만포청년역)까지 개통됨에 따라 전구간 개통[10]
- 1939년 10월 1일 : 만포 압록강 교량의 준공으로 본선과 메이지 선이 연결됨
- 1941년 5월 1일 : 어룡역 개업[11]
- 1941년 9월 16일 : 남전역 개업[12]
- 1942년 11월 1일 : 중성간역 개업[13]
- 1948년 : 본 노선의 개고-고인구간이 평라선 양덕-천성구간과 함께 전철화됨
- 1980년 : 전철화 완료

## 역목록
| 역명                    | 로마자 역명         | 한자 역명 | 접속 노선                |
| ----------------------- | ------------------- | --------- | ------------------------ |
| 순천                    | Sunch'ŏn            | 順川      | 평라선                   |
| 중평                    | Chungp'yŏng         | 中坪      |                          |
| 각암                    | Kag'am              | 閣岩      |                          |
| 룡원리                  | Ryongwŏl-li         | 龍源里    |                          |
| 천동                    | Ch'ŏndong           | 泉洞      | 대각선                   |
| 개천                    | Kaech'ŏn            | 价川      | 개천선·조양탄광선        |
| 원리                    | Wŏlli               | 院里      |                          |
| 봉천                    | Pongch'ŏn           | 鳳泉      | 봉천탄광선               |
| 자작                    | Chajak              | 自作      | 개천탄광선               |
| 람전                    | Ramjŏn              | 藍田      |                          |
| 구장청년                | Kujang Ch'ŏngnyŏn   | 球場靑年  | 평덕선·청년팔원선·룡암선 |
| 어룡                    | Ŏryong              | 魚龍      | 룡문탄광선               |
| 신흥동                  | Sinhŭngdong         | 新興洞    | 신흥동선                 |
| 북신현                  | Puksinhyŏn          | 北薪峴    | 운산선                   |
| 묘향산                  | Myohyangsan         | 妙香山    | 향산선                   |
| 부성                    | Pusŏng              | 富成      |                          |
| 희천청년                | Hŭich'ŏn Ch'ŏngnyŏn | 熙川靑年  | 추평선                   |
| 청하                    | Ch'ŏngha            | 淸下      |                          |
| 초상                    | Ch'osang            | 草上      |                          |
| 동신                    | Tongsin             | 東新      |                          |
| 개고청년                | Kaego Ch'ŏngnyŏn    | 价古靑年  |                          |
| 연목                    | Yŏnmok              | 椽木      |                          |
| 진평                    | Chinp'yŏng          | 津坪      |                          |
| 고인                    | Koin                | 古仁      |                          |
| 리만                    | Riman               | 梨滿      |                          |
| 창평                    | Ch'angp'yŏng        | 倉坪      |                          |
| 운송                    | Unsong              | 雲松      |                          |
| 전천                    | Chŏnch'ŏn           | 前川      |                          |
| 화암                    | Hwaam               | 花岩      |                          |
| 쌍방동                  | Ssangbangdong       | 雙芳洞    |                          |
| 중성간                  | Chungsŏnggan        | 中城干    |                          |
| 성간                    | Sŏnggan             | 城干      |                          |
| 신청                    | Sinch'ŏng           | 新淸      |                          |
| 부지                    | Puji                | 富只      |                          |
| 공인                    | Kongin              | 公仁      |                          |
| 강계                    | Kanggye             | 江界      | 강계선                   |
| 곡하                    | Kokha               | 曲河      |                          |
| 쌍부                    | Ssangbu             | 雙富      |                          |
| 안찬                    | Anch'an             | 安贊      |                          |
| 시중                    | Sijung              | 時中      |                          |
| 건하                    | Kŏnha               | 乾下      |                          |
| 만포청년                | Manp'o Ch'ŏngnyŏn   | 滿浦靑年  | 북부내륙선·운하선        |
| 지안-압록강국경철도대교 |                     |           |                          |
| 지안                    | Jí'ān               | 集安      | 중국국철 메이지 철로     |